# Harvey (Iowa)
Harvey és una població dels Estats Units a l'estat d'Iowa. Segons el cens del 2000 tenia 277 habitants.

## Demografia
Segons el cens del 2000, Harvey tenia 277 habitants, 111 habitatges, i 79 famílies. La densitat de població era de 157,3 habitants/km².
Dels 111 habitatges en un 33,3% hi vivien nens de menys de 18 anys, en un 58,6% hi vivien parelles casades, en un 10,8% dones solteres, i en un 28,8% no eren unitats familiars. En el 22,5% dels habitatges hi vivien persones soles el 7,2% de les quals corresponia a persones de 65 anys o més que vivien soles. El nombre mitjà de persones vivint en cada habitatge era de 2,5 i el nombre mitjà de persones que vivien en cada família era de 2,92.
Per edats la població es repartia de la següent manera: un 23,8% tenia menys de 18 anys, un 11,6% entre 18 i 24, un 31,4% entre 25 i 44, un 21,7% de 45 a 60 i un 11,6% 65 anys o més.
L'edat mediana era de 35 anys. Per cada 100 dones de 18 o més anys hi havia 108,9 homes.
La renda mediana per habitatge era de 34.688 $ i la renda mediana per família de 35.536 $. Els homes tenien una renda mediana de 32.000 $ mentre que les dones 25.000 $. La renda per capita de la població era de 12.770 $. Entorn del 18,7% de les famílies i el 19,2% de la població estaven per davall del llindar de pobresa.

## Poblacions més properes
El següent diagrama mostra les poblacions més properes.